# Софиевка (Краматорская городская община)
Софиевка (укр. Софіївка) — посёлок, входит в Краматорский городской совет Донецкой области Украины.

## Динамика численности населения
| 1970 | 1979 | 1989 | 2001 | 2014 |
| ---- | ---- | ---- | ---- | ---- |
| 1173 | 993  | 877  | 912  | 855  |

## Местный совет
84393, Донецкая обл., Краматорский горсовет, пгт Шабельковка, ул. Волгодонская, 85.